# Lerwick
Lerwick är den största staden på Shetlandsöarna i Skottland och administrativt centrum för Shetlandsöarnas kommun (council area). Staden är även Storbritanniens nordligast belägna stad. År 2011 hade staden 6 960 invånare.
Lerwick ligger på östkusten av Shetlandsöarnas huvudö. Den grundades under 1600-talet som fiskehamn, och fungerar än idag som hamn för fiske och färjor. Hamnen används också för oljefartyg för oljeindustrin.
Färjor från Lerwick går till Kirkwall på Orkneyöarna, Aberdeen, Fair Isle, samt till Out Skerries, Bressay och Whalsay.
Lerwick är platsen där de flesta arrangemangen hålls på Shetlandsöarna, bland annat den årliga Up Helly-Aafestivalen. Byggnadsminnen i staden är bland annat Fort Charlotte, Lerwick stadshus, Böd of Gremista och Clickimin Broch.
Den lokala självständiga radiostationen SIBC sänder dagligen från Lerwick. Shetland College, en partnerinstitution av UHI Millennium Institute (UHI) är också baserat i staden. Skolan erbjuder vidareutbildning för de som väljer att bo kvar på Shetlandsöarna. Den närmaste högre utbildningsanstalten efter denna är Bergens universitet i Norge.
Stadens vänort är Måløy i Norge.

## Etymologi
Lerwick är ett namn med rötter i fornnordiskan och den besläktade språkvarianten, norn, som talades på Shetlandsöarna fram till 1850-talet. Ordet Ler Wich betyder Lerviken. Motsvarigheten på norska är Leirvik. En ort på Färöarna heter också Leirvík. Leir betyder lera och vik betyder vik.

## Turism
I staden finns Shetlandsmuseet med utställningar från stenåldern, järnåldern, vikingatiden och sjöfartstiden samt konstgalleri. Sydväst om fästningen finns rådhuset, en gotisk byggnad från 1883. Vid stadens stränder finns ett rikt fågelliv.